# آلیک گوناشیان
آلیک یاشایی گوناشیان (ارمنی: Ալիկ Յաշայի Գյունաշյան؛  زادهٔ ۸ دسامبر ۱۹۵۴) خواننده مردمی աշուղական երաժշտություն و رابیز اهل ارمنستان است.

## زندگی‌نامه
وی در ۸ دسامبر ۱۹۵۴ در گیومری به دنیا آمد . همچنین برندهٔ جوایزی همچون هنرمند افتخاری جمهوری ارمنستان (۲۰۱۵) و شهروند افتخاری گیومری (۲۰۱۴) شده‌است.

## نگارخانه

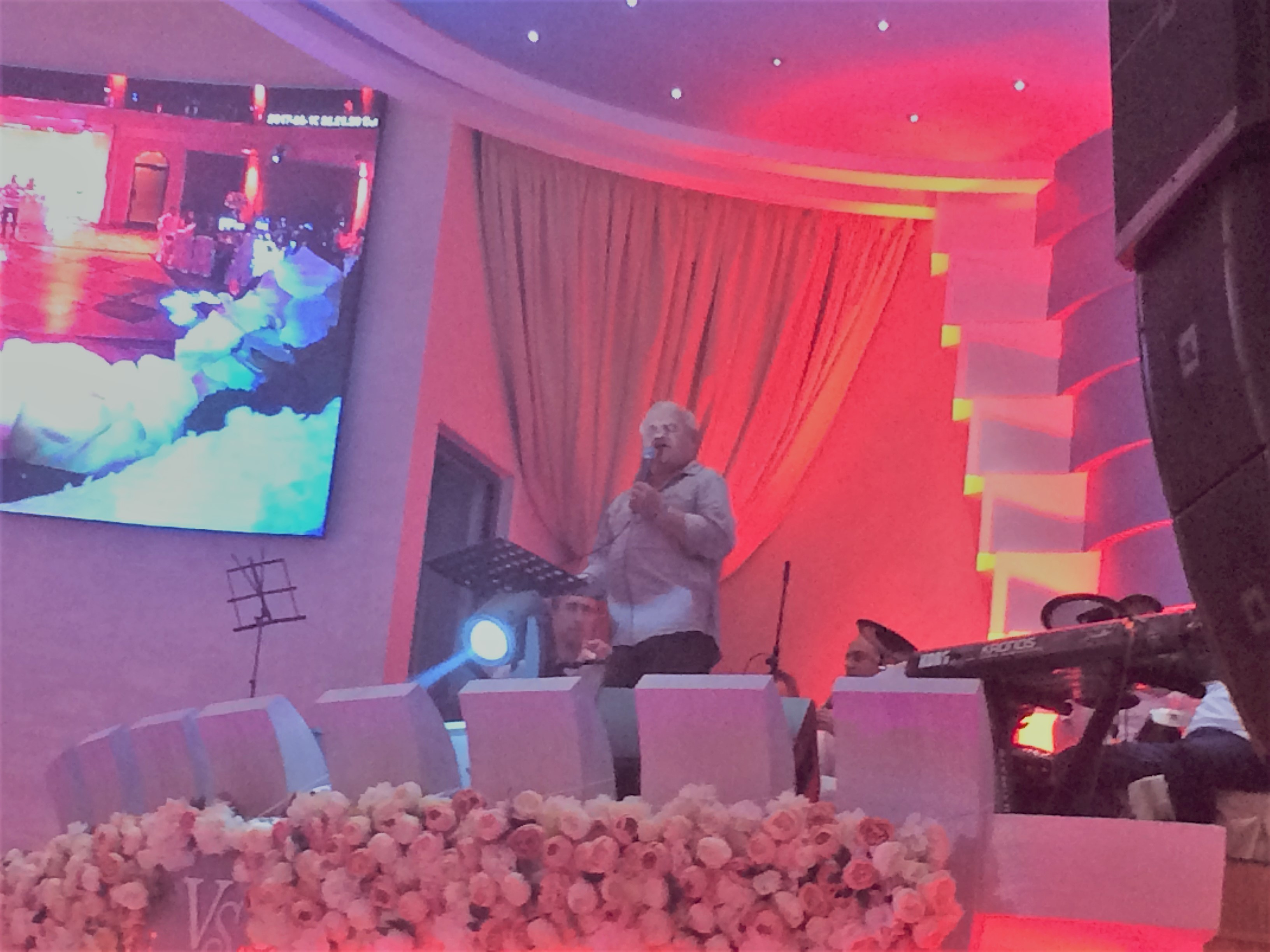